# Гостев, Борис Иванович
Бори́с Ива́нович Го́стев (15 сентября 1927, Москва — 9 августа 2015, там же) — советский государственный деятель, министр финансов СССР в 1985–1989 годах.

## Образование
Русский. Окончил Московский технологический институт лёгкой промышленности (1951) по специальности «инженер-экономист».

## Работа в государственных и партийных органах
- С 1951 – инженер, главный диспетчер обувной фабрики «Буревестник» в Москве.
- С 1953 – в аппарате Министерства лёгкой промышленности СССР.
- С 1957 – член совнархоза Калининского экономического административного округа – начальник отдела труда и заработной платы.
- С 1959 – в Госплане СССР.
- С 1960 – заместитель начальника отдела Государственного научно-экономического совета Совета министров СССР.
- С 1963 – заместитель заведующего, с ноября 1966 – первый заместитель заведующего, с сентября 1975 – заведующий отделом плановых и финансовых органов ЦК КПСС.
- С 1982 – первый заместитель заведующего, с августа 1985 – заведующий Экономическим отделом ЦК КПСС.

Депутат Совета Союза Верховного Совета СССР 10—11 созывов (1979—89) от Таджикской ССР . Кандидат в члены ЦК КПСС (1976—81), член ЦК КПСС (1981—90), член Центральной Ревизионной Комиссии КПСС (1971—76).

## Министр финансов
С 13 декабря 1985 года по 7 июня 1989 года — министр финансов СССР. Назначен на этот пост по инициативе ставшего незадолго до этого Председателем Совета Министров СССР Н. И. Рыжкова (ранее Гостев работал под его руководством в Экономическом отделе ЦК КПСС). Будучи министром, основал Институт повышения квалификации финансовых работников (ныне Академия бюджета и казначейства Министерства финансов).
Был сторонником изменений в финансово-экономическом механизме, но противником рыночных реформ. Критически оценивал управление финансами, действовавшее в период проведения антиалкогольной кампании, возраставшего дефицита госбюджета и перестройки экономики. Считал непродуманной реорганизацию банковской системы, для смягчения её последствий и координации межбанковских операций создал и возглавил Банковский совет. По данным историков М. Геллера и А. Некрича, в одном из выступлений аргументировал своё резко отрицательное отношение к кооперативам, где можно зарабатывать по тысяче рублей в месяц, тем, что обычный советский «рабочий вкалывает по 10 часов и зарабатывает 200 рублей». Объяснил необходимость сверхвысоких налогов (70% и выше с доходов сверх тысячи рублей в месяц) заботой о социалистической справедливости и равенстве: «В обществе образуется прослойка богатеев, что приведёт к социальному расслоению и вызовет необратимые последствия». Считал, что социальное расслоение может привести к народным волнениям: «Я не поручусь, что рабочие не выйдут на улицы».
Такая позиция министра привела к его отставке. С июля 1989 – персональный пенсионер союзного значения. В 1989–2002 профессор Института повышения квалификации финансовых и банковских работников (ныне Академия бюджета и казначейства Министерства финансов РФ).
Похоронен на Троекуровском кладбище (участок 22).

## Награды
- орден Ленина (1987)[6]
- орден Октябрьской Революции
- три ордена Трудового Красного Знамени
- Почётная грамота Правительства Российской Федерации (15 сентября 1997) — за заслуги перед государством и в связи с 70-летием со дня рождения